# Yvette Lapointe
Yvette Lapointe est une dessinatrice, connue comme une pionnière de la bande dessinée québécoise. Née le 19 août 1912 à Montréal, elle fait carrière dans la bande dessinée et l'illustration pendant les années 1932 à 1943, puis elle se retire de l'édition jusqu'à sa mort le 5 septembre 1994.

## Biographie
Yvette Lapointe naît en 1912 à Montréal. En 1932, elle se lance dans la bande dessinée et l'illustration en dessinant sur les relations entre hommes et femmes et le quotidien dans le périodique L'Illustration, où elle nourrit quotidiennement la bande Pourquoi ? ; un an plus tard, elle commence dans les pages de La Patrie sa série la plus célèbre : Les Petits Espiègles, dont les héros sont « deux garnements », Réal et sa sœur Mimi Pistache ; la série dure de mai à août 1933,. Yvette Lapointe revient ensuite aux contenus plus adultes pour Le Samedi et La Presse. En parallèle, elle est illustratrice et fait des travaux publicitaires.
En 1943, elle met fin à sa carrière après son mariage, dont sont issus quatre fils, tous mathématiciens. Yvette Lapointe demeure la première Québécoise auteure de bande dessinée ; elle est ensuite quelque peu oubliée. Elle meurt le 5 septembre 1994.

## Hommages et distinctions
En 2017, ses œuvres sont exposées au Festival de la bande dessinée francophone de Québec ; la même année, l'autrice reçoit, à titre posthume, le prix Albert-Chartier. En hommage à sa carrière, le festival Québec BD donne le nom de prix Yvette-Lapointe à un prix de bande dessinée jeunesse.

## Œuvres
- Pourquoi ?
- Les Petits Espiègles